# Alona Zawarzina
Alona Igoriewna Zawarzina (ros. Алёна Игоревна Заварзина, ur. 27 maja 1989 w Nowosybirsku) – rosyjska snowboardzistka, trzykrotna medalistka mistrzostw świata i brązowa medalistka igrzysk olimpijskich.

## Kariera
Po raz pierwszy na arenie międzynarodowej pojawiła się 27 marca 2003 roku w Szukołowie, gdzie w mistrzostwach kraju zajęła trzynaste miejsce w gigancie równoległym (PGS). W marcu 2008 roku wystartowała na mistrzostwach świata juniorów w Valmalenco, zdobywając brązowy medal w tej samej konkurencji. Na rozgrywanych rok później mistrzostwach świata juniorów w Nagano wywalczyła w srebrny medal w slalomie równoległym (PSL).
W zawodach Pucharu Świata zadebiutowała 13 października 2006 roku w Landgraaf, zajmując 31. miejsce w slalomie równoległym. Pierwsze pucharowe punkty wywalczyła 10 października 2008 roku w tej samej miejscowości, zajmując 28. miejsce w slalomie równoległym. Pierwszy raz na podium zawodów tego cyklu stanęła 17 grudnia 2009 roku w Telluride, wygrywając giganta równoległego. W zawodach tych wyprzedziła dwie Austriaczki: Marion Kreiner i Inę Meschik. Najlepsze wyniki w Pucharze Świata osiągnęła w sezonie 2016/2017, kiedy to zajęła drugie miejsce w klasyfikacji generalnej PAR, a w klasyfikacji PGS wywalczyła Małą Kryształową Kulę.
W 2011 roku wywalczyła złoty medal w gigancie równoległym podczas mistrzostw świata w La Molinie. Na rozgrywanych trzy lata później igrzyskach olimpijskich w Soczi w tej samej konkurencji zajęła trzecie miejsce, przegrywając tylko z Patrizią Kummer ze Szwajcarii i Japonką Tomoką Takeuchi. Na mistrzostwach świata w Kreischbergu w 2015 roku była druga w swej koronnej konkurencji, przegrywając tylko z Austriaczką Claudią Riegler. Kolejny medal wywalczyła podczas mistrzostw świata w Sierra Nevada w 2017 roku, zajmując trzecie miejsce w slalomie równoległym, za Austriaczką Danielą Ulbing i Czeszką Ester Ledecką. W 2018 roku zajęła czwarte miejsce w PGS podczas igrzysk olimpijskich w Pjongczangu.
Jej mężem jest reprezentant Rosji, Vic Wild.

## Osiągnięcia

### Igrzyska olimpijskie
| Miejsce | Dzień     | Rok  | Miejscowość | Konkurencja       | Zwyciężczyni        |
| ------- | --------- | ---- | ----------- | ----------------- | ------------------- |
| 17.     | 26 lutego | 2010 | Vancouver   | Gigant równoległy | Nicolien Sauerbreij |
| 3.      | 19 lutego | 2014 | Soczi       | Gigant Równoległy | Patrizia Kummer     |
| 13.     | 22 lutego | 2014 | Soczi       | Slalom Równoległy | Julia Dujmovits     |
| 4.      | 24 lutego | 2018 | Pjongczang  | Gigant Równoległy | Ester Ledecká       |

### Mistrzostwa świata
| Miejsce | Dzień       | Rok  | Miejscowość   | Konkurencja       | Zwyciężczyni              |
| ------- | ----------- | ---- | ------------- | ----------------- | ------------------------- |
| 21.     | 20 stycznia | 2009 | Gangwon       | Gigant równoległy | Marion Kreiner            |
| 1.      | 19 stycznia | 2011 | La Molina     | Gigant równoległy | -                         |
| 32.     | 21 stycznia | 2011 | La Molina     | Slalom równoległy | Hilde-Katrine Engeli      |
| 5.      | 25 stycznia | 2013 | Stoneham      | Gigant równoległy | Isabella Laböck           |
| 9.      | 27 stycznia | 2013 | Stoneham      | Slalom równoległy | Jekatierina Tudiegieszewa |
| 5.      | 22 stycznia | 2015 | Kreischberg   | Slalom równoległy | Ester Ledecká             |
| 2.      | 23 stycznia | 2015 | Kreischberg   | Gigant równoległy | Claudia Riegler           |
| 3.      | 15 marca    | 2017 | Sierra Nevada | Slalom równoległy | Daniela Ulbing            |
| 5.      | 16 marca    | 2017 | Sierra Nevada | Gigant równoległy | Ester Ledecká             |

### Puchar Świata

#### Miejsca w klasyfikacji generalnej
- sezon 2006/2007: 136.
- sezon 2008/2009: 160.
- sezon 2009/2010: 11.
- sezon 2010/2011: 11.
- sezon 2011/2012: 17.
- sezon 2012/2013: 12.
- sezon 2013/2014: 35.
- sezon 2014/2015: 13.
- sezon 2015/2016: 8.
- sezon 2016/2017: 2.
- sezon 2017/2018: 6.

#### Zwycięstwa w zawodach
1. Telluride – 17 grudnia 2009 (gigant równoległy)
2. Winterberg – 6 marca 2016 (slalom równoległy)

#### Pozostałe miejsca na podium w zawodach
1. Stoneham – 24 stycznia 2010 (gigant równoległy) – 2. miejsce
2. Landgraaf – 10 października 2010 (slalom równoległy) – 3. miejsce
3. Montafon – 18 grudnia 2014 (slalom równoległy) – 3. miejsce
4. Winterberg – 14 marca 2015 (slalom równoległy) – 3. miejsce
5. Carezza – 15 grudnia 2016 (gigant równoległy) – 3. miejsce
6. Rogla – 21 stycznia 2018 (gigant równoległy) – 3. miejsce
7. Scuol – 10 marca 2018 (gigant równoległy) – 2. miejsce
8. Winterberg – 17 marca 2018 (slalom równoległy) – 2. miejsce